# Odontonema strictum
Odontonema
Genre
Odontonema strictum est une espèce de plantes à fleurs de la famille des Acanthaceae, endémique de l'Amérique du Sud. Elle pousse à une hauteur de 2 m (la moitié seulement si elle est cultivée dans un récipient). Les fleurs poussent en épis d'environ 30 cm ; celles-ci peuvent attirer les colibris et les papillons quand elles fleurissent, à l'automne.